# Voyonkor Sundor
Voyonkor Sundor là một bộ phim Bangladesh năm 2017 với sự tham gia của nam diễn viên Ấn Độ Parambrata Chatterjee và nữ diễn viên Bangladesh Ashna Habib Bhabna trong vai diễn đầu tay cùng với anh. Đạo diễn Animesh Aich đã thực hiện nó từ cuốn tiểu thuyết "Joler Ghurni O Bokbok Shobdo" của nhà văn Ấn Độ Moti Nandi. Đạo diễn cho rằng đây là một tác phẩm chuyển thể văn học thuần túy và một bộ phim gốc. Bản nhạc của bộ phim do Asif Iqbal sáng tác.

## Âm nhạc
- "Ami Pore Thaki" - Tahsan và Elita Karim
- "Ei Shohore Kaktao Jene Geche" - Chirkutt
- "Bài hát chủ đề Voyangkor Sundor" - Adit ft. Shoeb
- "Firbona Aar Ghore" - Momtaz